# Мурріета (Каліфорнія)
Мурріета (англ. Murrieta) — місто (англ. city) в США, в окрузі Ріверсайд штату Каліфорнія. Населення — 110 949 осіб (2020).

## Географія
Мурріета розташована за координатами 33°34′19″ пн. ш. 117°11′26″ зх. д. / 33.57194° пн. ш. 117.19056° зх. д. (33.571887, -117.190662).  За даними Бюро перепису населення США в 2010 році місто мало площу 87,06 км², з яких 86,96 км² — суходіл та 0,09 км² — водойми.

### Клімат
| Клімат : Мурріета             | Клімат : Мурріета | Клімат : Мурріета | Клімат : Мурріета | Клімат : Мурріета | Клімат : Мурріета | Клімат : Мурріета | Клімат : Мурріета | Клімат : Мурріета | Клімат : Мурріета | Клімат : Мурріета | Клімат : Мурріета | Клімат : Мурріета | Клімат : Мурріета |
| Показник                      | Січ.              | Лют.              | Бер.              | Квіт.             | Трав.             | Черв.             | Лип.              | Серп.             | Вер.              | Жовт.             | Лист.             | Груд.             | Рік               |
| Середній максимум, °C         | 19,4              | 18,9              | 22,2              | 22,8              | 25,6              | 28,3              | 32,8              | 32,8              | 31,7              | 26,1              | 23,3              | 18,9              | 25,2              |
| Середній мінімум, °C          | 5,0               | 5,0               | 7,2               | 8,9               | 11,1              | 12,8              | 16,7              | 16,1              | 13,9              | 11,1              | 7,8               | 4,4               | 10,0              |
| Норма опадів, мм              | 82                | 106               | 24                | 19                | 6                 | 0                 | 2                 | 0                 | 4                 | 34                | 30                | 90                | 395               |
| ----------------------------- | ----------------- | ----------------- | ----------------- | ----------------- | ----------------- | ----------------- | ----------------- | ----------------- | ----------------- | ----------------- | ----------------- | ----------------- | ----------------- |
| Джерело: weaathercurrents.com |                   |                   |                   |                   |                   |                   |                   |                   |                   |                   |                   |                   |                   |

## Демографія
Згідно з переписом 2010 року, у місті мешкало 103 466 осіб у 32 749 домогосподарствах у складі 26 033 родин. Густота населення становила 1188 осіб/км².  Було 35294 помешкання (405/км²).
Расовий склад населення:
| - 69,7 % — білих - 9,2 % — азіатів - 5,4 % — чорних або афроамериканців - 0,7 % — корінних американців - 0,4 % — вихідців з тихоокеанських островів - 8,4 % — осіб інших рас |

До двох чи більше рас належало 6,1 %. Частка іспаномовних становила 25,9 % від усіх жителів.
За віковим діапазоном населення розподілялося таким чином: 30,4 % — особи молодші 18 років, 59,5 % — особи у віці 18—64 років, 10,1 % — особи у віці 65 років та старші. Медіана віку мешканця становила 33,4 року. На 100 осіб жіночої статі у місті припадало 95,2 чоловіків;  на 100 жінок у віці від 18 років та старших — 91,2 чоловіків також старших 18 років.
Середній дохід на одне домашнє господарство  становив 90 631 долар США (медіана — 74 610), а середній дохід на одну сім'ю — 97 464 долари (медіана — 80 291). Медіана доходів становила 63 746 доларів для чоловіків та 41 981 долар для жінок. За межею бідності перебувало 8,4 % осіб, у тому числі 10,9 % дітей у віці до 18 років та 5,8 % осіб у віці 65 років та старших.
Цивільне працевлаштоване населення становило 44 957 осіб. Основні галузі зайнятості: освіта, охорона здоров'я та соціальна допомога — 20,0 %, роздрібна торгівля — 13,4 %, мистецтво, розваги та відпочинок — 13,3 %.